# Habits & Contradictions
Albums de ScHoolboy Q
Setbacks
(2011) Oxymoron
(2014)
Singles
1. My Hatin' Joint
Sortie : 15 novembre 2011
2. Sacrilegious
Sortie : 28 novembre 2011
3. Blessed (feat. Kendrick Lamar)
Sortie : 2 janvier 2012
4. Hands on the Wheel (feat. A$AP Rocky)
Sortie : 11 janvier 2012
5. Nightmare on Figg St.
Sortie : 26 janvier 2012
6. Druggys wit Hoes Again (feat. Ab-Soul)
Sortie : 23 février 2012

Habits & Contradictions est le second album studio du rappeur américain ScHoolboy Q, sorti le 14 janvier 2012.

## Liste des titres
| No  | Titre                                               | Producteur(s)             | Durée |
| --- | --------------------------------------------------- | ------------------------- | ----- |
| 1.  | Sacrilegious                                        | Tabu                      | 3:31  |
| 2.  | There He Go                                         | Sounwave                  | 3:20  |
| 3.  | Hands on the Wheel (featuring A$AP Rocky)           | Best Kept Secret          | 3:17  |
| 4.  | Sex Drive (featuring Jhené Aiko)                    | THC                       | 3:22  |
| 5.  | Oxy Music                                           | THC                       | 3:48  |
| 6.  | My Hatin' Joint                                     | Mike WiLL Made It         | 4:15  |
| 7.  | Tookie Knows (Interlude)                            | Dave Free, Tae Beast      | 1:26  |
| 8.  | Raymond 1969                                        | Dave Free, Sounwave       | 4:51  |
| 9.  | Sexting                                             | DJ Dahi                   | 3:22  |
| 10. | Grooveline Pt. 1 (featuring Dom Kennedy & Curren$y) | Lex Luger                 | 5:00  |
| 11. | Gangsta in Designer (No Concept)                    | Willie B                  | 3:48  |
| 12. | How We Feeling                                      | Dave Free of Digi+Phonics | 3:12  |
| 13. | Druggys wit Hoes Again (featuring Ab-Soul)          | Nez & Rio                 | 3:39  |
| 14. | Nightmare on Figg St.                               | ASAP Ty Beats             | 3:36  |
| 15. | My Homie                                            | The Alchemist             | 3:47  |
| 16. | Blessed (featuring Kendrick Lamar)                  | Dave Free                 | 5:10  |
| 17. | Niggahs.already.know.davers.flow                    | Nez & Rio                 | 3:53  |
| 18. | 2 Raw (featuring Jay Rock)                          | Tae Beast                 | 4:39  |